# Smeringopina camerunensis
Smeringopina camerunensis là một loài nhện trong họ Pholcidae. Loài này được phát hiện ở Cameroon.